# Milohlídka
Rozhledna Milohlídka stojí na vrcholu kopce zvaného Čeřovka. Pod rozhlednou se nachází čedičový lom, který ovšem ohrožoval stabilitu stavby a tak musel být uzavřen. Následně zde byla vystavěna silná opěrná zeď, která má zpevňovat podloží a chránit turisty před pádem do lomu.

## Historie
Byla vystavěna již v roce 1843, což ji činí nejstarší rozhlednou v Českém ráji; někdy se uvádí i rok vzniku 1844. Nechal ji vystavět tehdejší jičínský hejtman Hansgirg, aby poskytl práci a obživu chudším obyvatelům města Jičín a okolí. Stavba byla financována z darů jičínských občanů, proto je zde také vytesán nápis "Vystavená ochotou spanilých dárců Milohlídka, v úlevu nuznoživých, k rozkoši krasolibé".
V 19. století sloužila rozhledna jako cíl romantických vycházek místních občanů, protože tehdy byl ještě vrch Čeřovka mimo zástavbu města. V prostoru Čeřovky se rozprostíral obecní pařezinový les, který měl podobu nízkého křovinatého lesa. Z těchto důvodů bylo z rozhledny vidět do okolí města. Kolem Čeřovky se rozprostírala pole, louky a vojenské cvičiště.
Za 2. světové  války byla rozhledna nepřístupná, nacisté ji hlídali a využívali pravděpodobně jako pozorovatelnu spojeneckých letadel.
Dnes již dosahuje zástavba Jičína vrchu Čeřovka a stromy rozhlednu přerostly. Z obecního lesa se stal lesopark a výhled je již pouze jihozápadním směrem. Z rozhledny lze spatřit rybník Kníže, Holínské předměstí města Jičína, zříceninu hradu Veliš s triangulačním bodem, obec Šlikova Ves s barokní sýpkou s bílou střechou, obec Březina, táhlý Velišský hřbet, obec Ostružno s dvouvěžovým kostelem Povýšení svatého Kříže, zalesněný vrch a současně přírodní památku Svatá Anna, obec Holín a Prachovské skály.
Rozhledna Milohlídka je i předmětem diskuzí a sporů o výhled z rozhledny. Jedni dávají přednost výhledu z rozhledny, druzí lesoparku. Faktem ale zůstává, že rozhledna i lesopark vytváří funkční celek. Milohlídka je cílem turistů, lesopark místem relaxace a oddychu.

## Architektura
Rozhledna má čtvercový půdorys se základy založenými do pevné skály. Je postavena v novogotickém stylu a svým tvarem připomíná hradní vížku. Na bocích rozhledny jsou umístěna okna, z nichž jedno je lomené a ostatní jsou jednoduchá obdélníková. Vyhlídková plošina je chráněna zdobeným kamenným zábradlím s novogotickými věžičkami v rozích. Celá rozhledna je následně zabezpečena kovovým zábradlím a mřížemi v oknech.
Milohlídka má pouhých 8 m a na vrcholovou plošinu vede 60 schodů. Na konci 19. století hrozilo zřícení věže, proto byla pod ní postavena ochranná zeď.